# Rosa microdenia
Rosa microdenia es una especie de planta del género Rosa, de la familia Rosaceae.

## Taxonomía
Rosa microdenia fue descrita por N. V. Mironova en 1994.

## Distribución
Se encuentra en el territorio sur de Rusia.